# 拉哈尔
拉哈尔（Lahar），是印度中央邦Bhind县的一个城镇。总人口28250（2001年）。

## 人口
该地2001年总人口28250人，其中男性15271人，女性12979人；0—6岁人口4845人，其中男2613人，女2232人；识字率60.81%，其中男性为70.31%，女性为49.63%。